# Asunción Acosta
Asunción Acosta (Asunción Acosta Galano; * 10. Mai 1954 in Frank País, Provinz Holguín) ist eine ehemalige kubanische Sprinterin.
Bei den Olympischen Spielen 1972 in München schied sie über 400 Meter und in der 4-mal-400-Meter-Staffel im Vorlauf aus.
1973 gewann sie bei den Zentralamerika- und Karibikmeisterschaften Silber über 200 und 400 Meter, 1974 bei den Zentralamerika- und Karibikspielen Silber über 200 Meter und Bronze über 400 Meter und 1975 bei den Panamerikanischen Spielen in Mexiko-Stadt Bronze in der 4-mal-400-Meter-Staffel.
Ihre persönliche Bestzeit über 400 Meter von 52,9 s stellte sie 1975 auf.